# René Sparenberg
René Sparenberg (Semarang, 3 dicembre 1918 – Yalaha, 1º luglio 2013) è stato un hockeista su prato olandese.

## Palmarès

### Olimpiadi
- 1 medaglia:
  - 1 bronzo (Berlino 1936)